# Étienne Roth
Pour les articles homonymes, voir Roth.
Étienne Roth, né le 5 juin 1922 à Strasbourg et mort le 19 mars 2009 au Vésinet, est un ingénieur chimiste et universitaire français, spécialiste des isotopes.

## Biographie
Ingénieur de l’École Polytechnique, promotion 1942, Étienne Roth a conçu et toute sa vie perfectionné des instruments de mesure qui lui ont permis de faire progresser la recherche dans de nombreux domaines. Comme directeur de laboratoires au Commissariat à l'Énergie Atomique (CEA) et professeur au Conservatoire National des Arts et Métiers (Cnam), il a eu le souci constant de promouvoir ses collaborateurs, élèves et disciples et de les associer à la publication de ses résultats et découvertes.

### Une carrière de chercheur et d’universitaire
C’est grâce à Marcel Prettre, son directeur de laboratoire à l’École de Chimie Industrielle de Lyon, qu’Étienne Roth est recruté en 1946 par Jules Guéron qui, revenant du Canada, faisait partie du noyau des fondateurs du CEA créé par une Ordonnance d’octobre 1945 et placé, par De Gaulle, sous la direction de Raoul Dautry et de Frédéric Joliot. Avant de l’engager, Guéron l’avertit : « vous serez d’une génération sacrifiée, car vous devrez monter des laboratoires que d’autres utiliseront. Acceptez-vous ? »[réf. nécessaire]. Étienne Roth se voit confier la spectrométrie de masse. Il s’empare du livre de Francis W. Aston qui date de 1939 et, en 1947, il est envoyé à l'université Mc McMaster d'Hamilton, près de Toronto, pour se former avec Harry Thode à la spectrométrie de masse et à l’analyse du deutérium. Au retour du Canada où il a construit deux spectromètres de masse, Étienne Roth monte le Laboratoire de Spectrométrie de masse dans le fort de Châtillon : il s’agit entre autres d’analyser l’eau lourde afin de préparer le remplissage de la pile Zoe  (« E » pour : « eau lourde »). En 1957, il devient chef de la Section des Isotopes Stables. Avec sa femme Françoise, une chimiste du CEA épousée peu après le démarrage de Zoe, Étienne Roth passe ensuite l’année 1957-1958 au Laboratoire national de Brookhaven aux États-Unis, où il travaille avec Jacob Bigeleisen (en), théoricien des effets isotopiques - l’un des artisans du Manhattan Project.
En 1968, Étienne Roth est Chef des Services des Isotopes Stables au sein du Département de Physico-Chimie de la Direction des Matériaux et Combustibles Nucléaires au CEA, en même temps qu’assistant du Chef du Département de Physico-Chimie. Il devient Chef du Département de la Recherche, puis adjoint au Directeur de la Division Chimie. En 1980, il est Directeur de Recherches auprès du Directeur de la Division d’Étude de Séparation Isotopique et de Chimie-Physique.
Il entre au Cnam comme suppléant de Jules Guéron au cours de Chimie nucléaire. Dès 1959, il y devient professeur. De 1963 à sa retraite en 1991, il y est titulaire de la chaire de Chimie nucléaire appliquée à la science et à l’industrie.
Il fait partie de plusieurs commissions du Centre National de la Recherche Scientifique (CNRS). De 1971 à 1974, il préside le Groupement pour l’avancement des méthodes physiques d’analyses. Il siège au Comité de Direction des laboratoires de Glaciologie en 1974 et, en 1979, de Chimie Macromoléculaire. De 1982 à 1985, il est en outre Vice-Président de l’Association nationale des docteurs ès-Sciences.

### Autres activités scientifiques & personnelles
L’étude de la composition isotopiques des soufres volcaniques, en collaboration avec des volcanologues, est la première utilisation du spectromètre de masse qu’Étienne Roth construit en France à son retour du Canada. La mesure du volume exact de la grotte de Lascaux pour la Direction des Monuments Historiques, une preuve certaine de la non-chaptalisation du vin demandée par les services du Trésor, des progrès décisifs de la paléoclimatologie par l’analyse des couches concentriques des grêlons et des couches des glaces polaires - car la composition isotopique de l’eau varie selon les conditions de sa précipitation - résultent des intuitions et recherches d’Étienne Roth et de ses équipes.
En sont issus, de même, la mesure du débit cardiaque au lit des malades en collaboration avec des médecins des hôpitaux, des progrès sur le dessalement de l’eau de mer, la détermination de l’origine du cuivre présent dans les statuettes de Mésopotamie en collaboration avec les Musées de France, ou encore, pour aider les constructeurs automobiles, la mesure des hydrocarbures aromatiques que contiennent les gaz d’échappement. Étienne Roth est crédité de l’introduction en France d’une discipline nouvelle, la Géochimie isotopique - dans laquelle il dirige les travaux des premiers chercheurs hors CEA : Claude Lorius au CNRS et Claude Allègre.
De 1972 à 1980, Étienne Roth est investigateur principal à la NASA, étudiant les concentrations en deutérium de l’hydrogène des roches lunaires et tenant de résoudre ainsi la question de la présence d’eau sur la lune. À l’Union Internationale de Chimie Pure et Appliquée, il est de 1975 à 1979 président de la Commission des Poids Atomiques. Il représente la Société Française de Chimie à la Fédération Européenne des Sociétés Chimiques et préside le groupe chargé d’organiser, en 1987 à Paris, la sixième conférence EuroAnalysis. La même année, il est professeur en échange à l’Université technique de Vienne. Il est au comité de rédaction de plusieurs revues scientifiques dont Analytical Sciences au Japon et l’International Journal of Mass Spectrometry and Ion Physics.
En 1999, sur le modèle de la Gordon Research Conferences (en), Étienne Roth organise la Conférence internationale sur les isotopes stables et les effets isotopiques à Carry-le-Rouet. En résulte, l’année suivante, la création de la Société Française des Isotopes Stables, dont il est Président d’honneur. Son dernier article sur les isotopes : « Faut-il abandonner les poids atomiques standards ? » est publié dans la revue L’actualité chimique en avril 2009. 
Étienne Roth combine son expertise du nucléaire avec la réflexion militante au service de la démocratie française. Comme membre du Club Jean Moulin, que son beau-père Étienne Hirsch a contribué à fonder, il apporte sa contribution d’expert à l’ouvrage publié en 1963 : La force de frappe et le citoyen.
Il fait partie du mouvement Pugwash Conference on Science and World Affairs, fondé en 1957 pour maintenir le contact avec les savants soviétiques et œuvrer avec eux à la recherche opiniâtre de la paix. Il collabore à la revue du Mouvement Universel de la Responsabilité Scientifique (MURS) dont le comité comprenait, entre autres : Jean Dausset, Hélène Ahrweiler, Jean Bernard, Yves Coppens et Albert Jacquard.
Étienne Roth était connu pour son parler clair et sa capacité à joindre le geste à la parole. C’est ainsi qu’aux étudiants et auditeurs qui assistent à la conférence de clôture de son cours du Cnam, il administre une preuve de la non toxicité de l’eau lourde en en avalant, devant eux, un verre entier.

### Des réalisations industrielles
Outre les instruments qu’au long de son existence il a construits pour affiner l’analyse dans de nombreux domaines - il fut le premier, par exemple, à permettre d’analyser simultanément l’oxygène 18 et le deutérium et ses appareils se vendirent au Canada - Étienne Roth a laissé des découvertes qui dépassent le cadre de la science. L’on citera la caractérisation du gisement d’Oklo, au Gabon (en), comme réacteur nucléaire à l’état naturel, fonctionnant depuis deux milliards d’années.
L'œuvre industrielle d’Étienne Roth est en soi de conséquence. Le procédé français de production de l’eau lourde par échange isotopique dans un cycle ammoniac-hydrogène avait, dès 1967, mené le CEA à construire l’usine de Mazingarbe dans le Nord, en partenariat avec Charbonnages de France, puis conduit à la construction des usines de Baroda et de Tuticorin en Inde et d’Atucha en Argentine, face à la vive concurrence de procédés canadien et américain. Son procédé d’extraction du tritium de l’eau lourde employée comme modérateur des réacteurs nucléaires est exploité à l’Institut Laue-Langevin à Grenoble et à Darlington au Canada, dans une usine qui, à son achèvement en 1986, était la plus grosse installation civile de production de tritium au monde.
En 1969, Mazingarbe lui vaut l’un des grands prix de l’Académie des sciences : le Prix du Centenaire du Crédit Lyonnais décerné à Étienne Roth en même temps qu’à Bernard Dirian, son collaborateur du CEA et à Bernard Lefrançois, chef du service chargé de la réalisation de l’usine aux Houillères du Nord et du Pas-de-Calais, puis de sa mise en route à la Société Chimique des Charbonnages.

## Distinctions
Étienne Roth était Commandeur dans l’ordre des Palmes académiques et Chevalier de la Légion d’honneur[réf. nécessaire].
De son vivant même, en 2001, l’Académie des sciences a créé le Prix Étienne Roth du Commissariat à l’Énergie Atomique : il est décerné chaque année à un chercheur de moins de 40 ans ou une équipe de chercheurs de moins de 40 ans d’âge moyen pour des travaux relatifs à la Géochimie et à la géologie isotopique.

## Publications
- La force de frappe et le citoyen, éditions du Seuil, Paris 1963 (ouvrage collectif sous l’égide du Club Jean Moulin)
- Chimie Nucléaire Appliquée, collection Cnam, éditions Masson, Paris 1968
- Méthodes de datation par les phénomènes nucléaires naturels / applications, avec B. Poty, collection CEA, éditions Masson, Paris 1985
- Article : « Eugène Péligot (1811-1890) » in : Dictionnaire biographique / Les professeurs du CNAM